# Зарічне (Китмановський район)
Зарі́чне (рос. Заречное) — село у складі Китмановського району Алтайського краю, Росія. Входить до складу Тягунської сільської ради.

## Населення
Населення — 272 особи (2010; 426 у 2002).
Національний склад (станом на 2002 рік):
- росіяни — 93 %